# Жолијет (Квебек)
Жолијет (фр. Joliette) је град у Канади у покрајини Квебек. Према резултатима пописа 2011. у граду је живело 19.621 становника.

## Становништво
Према резултатима пописа становништва из 2011. у граду је живело 19.621 становника, што је за 3,0% више у односу на попис из 2006. када је регистровано 19.044 житеља.
| 2006.  | 2011.  |
| ------ | ------ |
| 19.044 | 19.621 |